# NXT Heritage Cup Championship
Le NXT Heritage Cup Championship est un championnat de catch professionnel disputé au sein de la fédération américaine World Wrestling Entertainment, dans la division NXT UK, une expansion britannique de NXT basée au Royaume-Uni. Dévoilé le 10 septembre 2020, il est défendu uniquement au cours de match impliquant les règles "British Rounds". Le champion actuel est Tyler Bate, il remporta le titre lors d'un match contre A-Kid.

## Histoire
Le 10 septembre 2020, la WWE annonce le relancement de NXT UK qui était en pause à cause de la pandémie de COVID-19. En plus de son relancement la WWE annonce le tournoi pour l’Heritage Cup de NXT UK visant à couronner le premier NXT UK Heritage Cup Champion,,.
Seulement sept des huit participants sont annoncés: "Flash" Morgan Webster, Noam Dar, Alexander Wolfe, A-Kid, Dave Mastiff, Trent Seven et Joseph Conners,. Le huitième compétiteur fut déterminé le 1er octobre à NXT UK lors d'un triple threat match au cours duquel Kenny Williams a battu Ashton Smith et Amir Jordan. Le tournoi débuta le 1er octobre et se déroula au cours des semaines lors d'épisodes de NXT UK. La finale se déroula lors de l'épisode de NXT UK du 26 novembre (la date exacte des enregistrements est inconnue), A-Kid remporta le tournoi en battant Trent Seven.
Contrairement aux autres championnats de la WWE, l'Heritage Cup de NXT UK n'est pas représenté par une ceinture mais par un trophée. Il est défendu uniquement au cours de matches impliquant la règle "British Rounds". Il fut défendu pour la première fois après le couronnement d'A-Kid lors de l'épisode de NXT UK du 10 décembre 2020, A-Kid conserva le titre en battant Tyler Bate

### British Rounds Rules
- Les matches se déroulent en six rounds de trois minutes avec vingt secondes de pause entre chaque round.
- Les matches sont tous des 2-out-of-3 falls.
- Un tombé est attribué en cas de tombé, soumission ou décompte à l'extérieur.
- Lorsqu'un tombé est attribué, le round se termine.
- Le match se termine lorsqu'un catcheur réalise deux tombés.
- En cas de disqualification ou de K.O, le match se termine même s'il n'y a eu aucun tombé avant.
- Si les six rounds sont terminés, c'est le catcheur ayant réalisé le plus de tombés qui l'emporte.

### Tournoi inaugural
|  | Quarts de finale       | Quarts de finale       | Quarts de finale | Quarts de finale |              |              | Demi-finales | Demi-finales | Demi-finales | Demi-finales |  |  | Finale | Finale | Finale | Finale |
|  |                        |                        |                  |                  |              |              |              |              |              |              |  |  |        |        |        |        |
|  |                        |                        |                  |                  |              |              |              |              |              |              |  |  |        |        |        |        |
|  |                        |                        |                  |                  |              |              |              |              |              |              |  |  |        |        |        |        |
|  | Alexander Wolfe        | Alexander Wolfe        | 1                | 1                |              |              |              |              |              |              |  |  |        |        |        |        |
|  | Alexander Wolfe        | Alexander Wolfe        | 1                | 1                |              |              |              |              |              |              |  |  |        |        |        |        |
|  | Noam Dar               | Noam Dar               | 2                | 2                |              |              |              |              |              |              |  |  |        |        |        |        |
|  | Noam Dar               | Noam Dar               | 2                | 2                | Noam Dar     | Noam Dar     | 1            | 1            |              |              |  |  |        |        |        |        |
|  |                        |                        |                  |                  | Noam Dar     | Noam Dar     | 1            | 1            |              |              |  |  |        |        |        |        |
|  |                        |                        | A-Kid            | A-Kid            | 2            | 2            |              |              |              |              |  |  |        |        |        |        |
|  | A-Kid                  | A-Kid                  | A-Kid            | A-Kid            | 2            | 2            | 2            | 2            |              |              |  |  |        |        |        |        |
|  | A-Kid                  | A-Kid                  |                  |                  |              |              |              | 2            |              |              |  |  |        |        |        |        |
|  | "Flash" Morgan Webster | "Flash" Morgan Webster | 1                | 1                |              |              |              |              |              |              |  |  |        |        |        |        |
|  | "Flash" Morgan Webster | "Flash" Morgan Webster | 1                | 1                | A-Kid        | A-Kid        | 2            | 2            |              |              |  |  |        |        |        |        |
|  |                        |                        |                  |                  | A-Kid        | A-Kid        | 2            | 2            |              |              |  |  |        |        |        |        |
|  |                        |                        | Trent Seven      | Trent Seven      | 1            | 1            |              |              |              |              |  |  |        |        |        |        |
|  | Dave Mastiff           | Dave Mastiff           | Trent Seven      | Trent Seven      | 1            | 1            | K.O          | K.O          |              |              |  |  |        |        |        |        |
|  | Dave Mastiff           | Dave Mastiff           |                  |                  |              |              |              |              |              |              |  |  |        |        |        |        |
|  | Joseph Conners         | Joseph Conners         | -                | -                |              |              |              |              |              |              |  |  |        |        |        |        |
|  | Joseph Conners         | Joseph Conners         | -                | -                | Dave Mastiff | Dave Mastiff | 1            | 1            |              |              |  |  |        |        |        |        |
|  |                        |                        |                  |                  | Dave Mastiff | Dave Mastiff | 1            | 1            |              |              |  |  |        |        |        |        |
|  |                        |                        | Trent Seven      | Trent Seven      | 2            | 2            |              |              |              |              |  |  |        |        |        |        |
|  | Trent Seven            | Trent Seven            | Trent Seven      | Trent Seven      | 2            | 2            | 2            | 2            |              |              |  |  |        |        |        |        |
|  | Trent Seven            | Trent Seven            |                  |                  |              |              |              | 2            |              |              |  |  |        |        |        |        |
|  | Kenny Williams         | Kenny Williams         | 1                | 1                |              |              |              |              |              |              |  |  |        |        |        |        |
|  | Kenny Williams         | Kenny Williams         | 1                | 1                |              |              |              |              |              |              |  |  |        |        |        |        |
|  |                        |                        |                  |                  |              |              |              |              |              |              |  |  |        |        |        |        |

## Règnes
| #      | Champion        | Nombre de règnes | Date             | Jours     | Évènement            | Lieu                   | Notes | Réf    |
| NXT UK | NXT UK          | NXT UK           | NXT UK           | NXT UK    | NXT UK               | NXT UK                 | NXT UK | NXT UK |
| ------ | --------------- | ---------------- | ---------------- | --------- | -------------------- | ---------------------- | --- | ------ |
| 1      | A-Kid           | 1                | 26 novembre 2020 | 175 jours | NXT UK               | Londres (Angleterre)   | En battant Trent Seven en finale du tournoi pour devenir le champion inaugural. Il s'agit du règne le plus long de l'histoire du titre. | [ 9 ]  |
| 2      | Tyler Bate      | 1                | 20 mai 2021      | 161 jours | NXT UK               | Londres (Angleterre)   | En battant A-Kid. Il remporte le titre pour la première fois de sa carrière. | [ 10 ] |
| 3      | Noam Dar        | 1                | 28 octobre 2021  | 259 jours | NXT UK               | Londres (Angleterre)   | En battant Tyler Bate. Il remporte le titre pour la première fois de sa carrière. | [ 11 ] |
| 4      | Mark Coffey     | 1                | 14 juillet 2022  | 42 jours  | NXT UK               | Londres (Angleterre)   | En battant Noam Dar. Il remporte le titre pour la première fois de sa carrière. | [ 12 ] |
| 5      | Noam Dar        | 2                | 25 août 2022     | 292 jours | NXT UK               | Londres (Angleterre)   | En prenant sa revanche sur Mark Coffey. Il remporte le titre pour la seconde fois et devient le premier catcheur à gagner deux fois la coupe. | [ 13 ] |
| NXT    |                 |                  |                  |           |                      |                        | |        |
| 6      | Nathan Frazer   | 1                | 13 juin 2023     | 70 jours  | NXT                  | Orlando (Floride)      | En battant Oro Mensah, qui a dû remplacer Noam Dar, forfait pour blessure. Il remporte le titre pour la première fois de sa carrière. | [ 14 ] |
| 7      | Noam Dar        | 3                | 22 août 2023     | 189 jours | NXT: Heatwave (2023) | Orlando (Floride)      | Il remporte le titre pour la troisième fois et devient le premier catcheur à gagner trois fois la coupe. | [ 15 ] |
| 8      | Charlie Dempsey | 1                | 27 février 2024  | 77 jours  | NXT                  | Orlando (Floride)      | Lors de NXT: Roadblock 2024, Drew Gulak dit que n'importe qui dans No Quarter Catch Crew (Dempsey, Drew Gulak, Myles Borne and Damon Kemp) peuvent défendre le titre selon les règles de la Freebird Rules. La WWE ne reconnait cependant que Charlie comme champion | [ 16 ] |
| 9      | Tony D'Angelo   | 1                | 14 mai 2024      | 91 jours  | NXT                  | Orlando (Floride)      | En battant Charlie Dempsey. Il remporte le titre pour la première fois de sa carrière. | [ 17 ] |
| 10     | Charlie Dempsey | 2                | 13 août 2024     | 126 jours | NXT                  | Orlando (Floride)      | En prenant sa revanche sur Tony D'angelo, il devient le deuxième catcheur à remporter la coupe pour la deuxième fois | [ 18 ] |
| 11     | Lexis King      | 1                | 17 décembre 2024 | 126 jours | NXT                  | Lowell (Massachusetts) | En prenant sa revanche sur Charlie Dempsey grâce à une intervention de William Regal, il remporte son premier titre à la WWE. Episode diffusé le 24 décembre | [ 19 ] |
| 12     | Noam Dar        | 4                | 22 avril 2025    | 3 jours+  | NXT                  | Paradise (Nevada)      | Il devient le premier catcheur à gagner quatre fois la coupe. | [ 20 ] |